# Войков Петро Лазарович
Петро Лаза́рович Во́йков (рос. Пётр Лазаревич Войков; (згідно з більшістю джерел це справжнє ім'я, за іншими — Пінхус Лазарович Вайнер, ці відомості малодостовірні); партійні псевдо — «Петрусь», «Интеллигент», «Белокурый»; 13 серпня 1888, Керч, Таврійська губернія, Російська імперія — 7 червня 1927, Варшава, Польща) — більшовицький революціонер, радянський політичний діяч, один з організаторів і учасник розстрілу царської родини, дипломатичний співробітник.

## Біографія
Петро Войков народився 1 (1) серпня 1888 року в місті Керч Керч-Єнікальського градоначальництва (Феодосійський повіт) Таврійської губернії в родині майстра металургійного заводу (штейгер), вихідця з українських селян Катеринославської губернії Бахмутського повіту Лисичанської волості, різночинця Лазаря Петровича Войкова (згодом став вчителем математики) і його дружини Олександри Пилипівни (ур. Іванової, 1869—1953).
Член РСДРП з 1903 року. З 1917 року — член Єкатеринбурзької ради та ВРК.
У 1918 році — комісар постачання Уральської області, один з організаторів розстрілу царської сім'ї в липні 1918 року, брав участь у розстрілі й нищив тіла убитих.
У 1919 році — в складі Наркомпрода, потім у Центросоюзі.
З жовтня 1920 року — член колегії Наркомзовнішторгу.
З 1924 року — повпред СРСР у Польщі, вбитий білоемігрантом Б. Ковердою у Варшаві 7 червня 1927 року.